# Scottish League Two 2019/20
Die Scottish League Two wurde 2019/20 zum siebten Mal als vierthöchste Fußball-Spielklasse der Herren in Schottland ausgetragen. Die Liga wurde offiziell als Ladbrokes Scottish League Two ausgetragen. Die Liga war nach der Premiership, Championship und League One eine der vier Ligen in der 2013 gegründeten Scottish Professional Football League. Gefolgt wurde die League Two von den regionalen Ligen, der Highland und Lowland Football League.
Die Saison wurde von der Scottish Professional Football League geleitet und ausgetragen und begann am 3. August 2019. Die Spielzeit sollte mit dem 36. Spieltag am 2. Mai 2020 enden. In der Saison 2019/20 sollten die zehn Klubs in insgesamt 36 Spieltagen gegeneinander antreten. Jedes Team sollte dabei jeweils zweimal zu Hause und auswärts gegen jedes andere Team spielen. Als Absteiger aus der letztjährigen League One kamen der FC Stenhousemuir und Brechin City in die League Two. Als Sieger der Relegation kamen die Cove Rangers aus der Highland Football League dazu.
Aufgrund der COVID-19-Pandemie wurde die Saison im April 2020 vorzeitig abgebrochen.
Die Cove Rangers wurden zum Meister und Aufsteiger in die dritte Liga erklärt. Die Auf- und Abstiegsrelegation fiel aus, womit es keinen weiteren Aufsteiger und Absteiger gab.

## Vereine

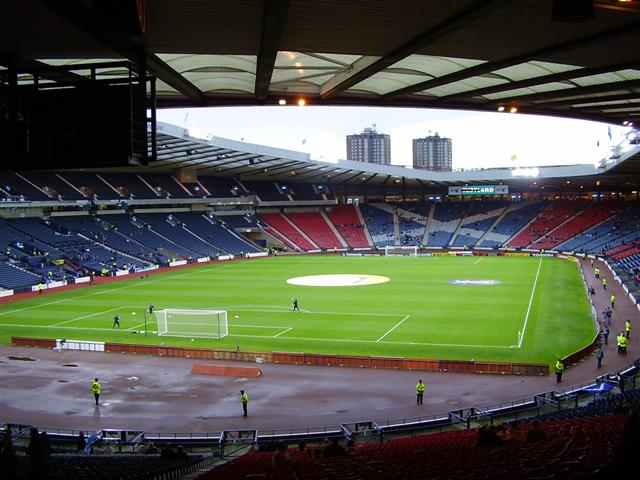
Hampden Park

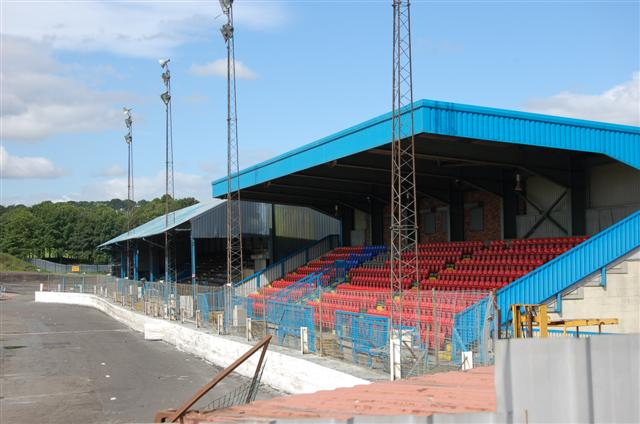
Central Park

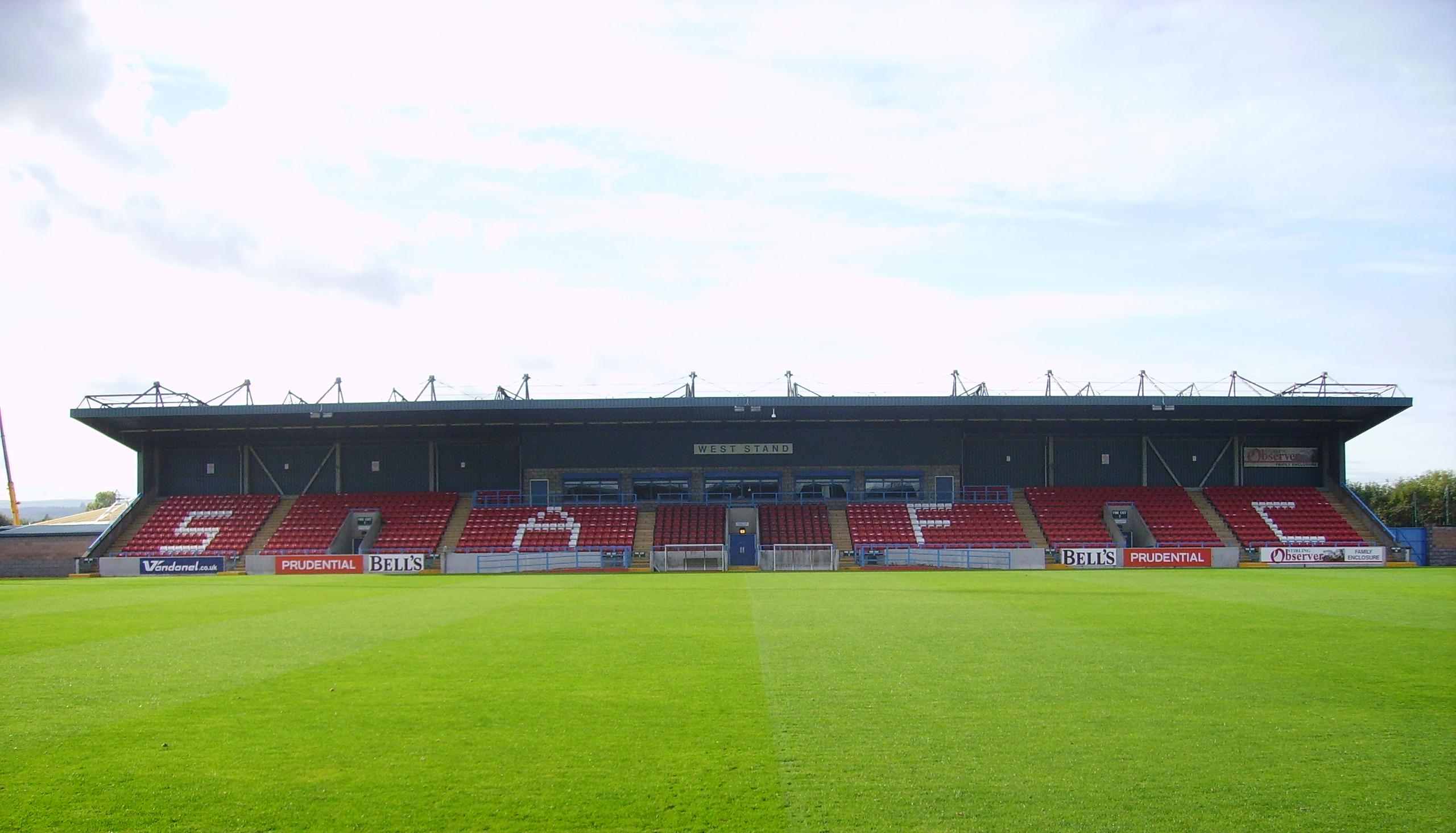
Forthbank Stadium

| Verein           | Stadt             | Stadion             | Kapazität |
| ---------------- | ----------------- | ------------------- | --------- |
| Albion Rovers    | Coatbridge        | Cliftonhill Stadium | 01.238    |
| Annan Athletic   | Annan             | Galabank            | 02.504    |
| Brechin City     | Brechin           | Glebe Park          | 04.123    |
| Cove Rangers     | Aberdeen-Cove Bay | Balmoral Stadium    | 02.602    |
| FC Cowdenbeath   | Cowdenbeath       | Central Park        | 04.309    |
| FC Queen’s Park  | Glasgow           | Hampden Park        | 51.866    |
| Edinburgh City   | Edinburgh         | Ainslie Park        | 03.000    |
| Elgin City       | Elgin             | Borough Briggs      | 04.520    |
| FC Stenhousemuir | Stenhousemuir     | Ochilview Park      | 03.764    |
| Stirling Albion  | Stirling          | Forthbank Stadium   | 03.798    |

## Statistiken

### Tabelle
| Pl.         | Verein               | Sp. | S  | U | N  | Tore    | Diff. | Punkte |
| ----------- | -------------------- | --- | -- | - | -- | ------- | ----- | ------ |
| 1.          | Cove Rangers (N)     | 28  | 22 | 2 | 4  | 076:340 | +42   | 68     |
| 2.          | Edinburgh City       | 27  | 17 | 4 | 6  | 049:280 | +21   | 55     |
| 3.          | Elgin City           | 28  | 12 | 7 | 9  | 048:340 | +14   | 43     |
| 4.          | FC Cowdenbeath       | 27  | 12 | 5 | 10 | 037:350 | +2    | 41     |
| 5.          | FC Queen’s Park      | 28  | 11 | 7 | 10 | 037:350 | +2    | 40     |
| 6.          | Stirling Albion      | 28  | 10 | 6 | 12 | 034:350 | −1    | 36     |
| 7.          | Annan Athletic       | 27  | 9  | 4 | 14 | 033:540 | −21   | 31     |
| 8.          | FC Stenhousemuir (A) | 28  | 7  | 8 | 13 | 032:480 | −16   | 29     |
| 9.          | Albion Rovers        | 26  | 6  | 6 | 14 | 037:510 | −14   | 24     |
| 10.         | Brechin City (A)     | 27  | 4  | 5 | 18 | 031:600 | −29   | 17     |
| Stand: Ende |                      |     |    |   |    |         |       |        |

Platzierungskriterien: 1. Punkte – 2. Tordifferenz – 3. geschossene Tore – 4. Direkter Vergleich (Punkte, Tordifferenz, geschossene Tore)
| Zum Saisonende 2019/20:                                   |                                               |
| Meister und Aufsteiger in die Scottish League One 2020/21 |                                               |
|                                                           |                                               |
| Zum Saisonende 2018/19:                                   |                                               |
| (A)                                                       | Absteiger aus der Scottish League One 2018/19 |
| (N)                                                       | Aufsteiger aus der Highland Football League   |